# Churban
Churban (hebrejsky חורבן) znamená doslovně zkáza, zničení; specificky ve vztahu ke zničení Jeruzalémského chrámu. Termínem churban se označují dvě velké katastrofy židovských náboženských a národních dějin, známé jako Churban Bajit Rišon (Zničení prvního Chrámu) roku 586 př. n. l. a Churban Bajit Šeni (Zničení druhého Chrámu) roku 70 n. l. Podle tradice došlo k oběma neštěstím 9. dne židovského měsíce av (Tiš'a be-av).